# الماماز والباباز
الماماز والباباز (بالإنجليزية: The Mamas and the Papas)‏ كانت فرقة غنائية فلكلورية لموسيقى الروك الأمريكية. امتدت مسيرة الفرقة من عام 1965 إلى عام 1968. كانت الفرقة قوة حاسمة في المشهد الموسيقي للثقافة المضادة في الستينيات counterculture of the 1960s. تألفت المجموعة من جون فيليبس، وديني دوهرتي، وكاس إليوت، وميشيل فيليبس (الاسم عند المولد: هولي جيليام). كان صوتهم يعتمد على التناغمات الصوتية التي يرتبها جون فيليبس، عضو الفرقة وهو مؤلف الأغاني، والموسيقي، وقائد الفرقة التي تكيفت مع أسلوب الإيقاع الجديد في أوائل الستينيات.
أصدرت الفرقة خمسة ألبومات استوديو و 17 أغنية فردية على مدار أربع سنوات، ستة منها احتلت قائمة بيلبورد العشرة الأولى وباعت ما يقرب من 40 مليون أسطوانة في جميع أنحاء العالم. تم إدخال الفرقة إلى قاعة مشاهير الروك آند رول في عام 1998 لمساهمتها في صناعة الموسيقى.
اجتمعت الفرقة مرة ثانية ولفترة وجيزة لتسجيل ألبوم «ناس مثلنا People Like Us» في عام 1971 لكنها توقفت عن الجولات والأداء بحلول ذلك الوقت. من أشهر أغانيهم:
كاليفورنيا تحلم 'California Dreamin
الأثنين، الأثنين Monday, Monday
طريق كريك Creeque Alley

## وصلات خارجية
- Cass Elliot Website.
- Dream a Little Dream: The History of the Mamas and the Papas as Remembered by Denny Doherty.
- The John E A Phillips Appreciation Group on فيسبوك.
- Transcription of an Interview with Scott McKenzie and John Phillips.
- "الماماز والباباز" (مقابلة). Pop Chronicles (en; ja). 1969.
- The Mamas and the Papas Vocal Group Hall of Fame Page.
- Analysis of the lyrics of "Creeque Alley".